# 昆式战斗机
昆式战斗机（英語：Quinjet）是在漫威漫画中出现的一种可垂直起降的战斗机。

## 出版历史
昆式战斗机最早在复仇者联盟第61集中出现（1969年2月）。

## 介绍
昆式战斗机主要由复仇者们使用。
昆式战斗机最早由黑豹帝查拉带领的瓦坎达设计公司设计研发出来。每一架战斗机都有垂直起降的能力，并有5个涡轮喷气发动机。昆式战斗机最高可以达到2.1马赫。在无限圣战迷你影集中，两架高度改装的特殊昆式战斗机被用来运送不同的超级英雄前往太空。

## 其他类型的媒体中的出现
昆式战斗机在电影以及电视剧中也有多次出现。在复仇者联盟：史上最强英雄战队和复仇者集结中作为队伍的交通工具出现。在复仇者联盟，美国队长2：冬日战士和神盾局特工中作为神盾局的舰载机与可垂直起降的作战飞机使用。在复仇者联盟2：奥创纪元和美国队长3：英雄內戰中昆式战斗机被改造得更大以便复仇者们使用。在雷神索爾3：諸神黃昏中，浩克在蘇科維亞戰役後搭乘的昆式战斗机穿越蟲洞墜落在薩卡星。